# Maite Oronoz Rodríguez
Maite Oronoz Rodríguez (nacida en 1976) es una jurista puertorriqueña y jueza presidenta del Tribunal Supremo de Puerto Rico. Es la primera Jueza Presidenta abiertamente LGBTQ en todos los Estados Unidos. Es la tercera mujer en presidir el Tribunal Supremo y la persona más joven en ostentar dicho cargo.

## Educación y primeros años
Obtuvo su licenciatura en Artes con concentración en Historia de la Universidad de Villanova, graduándose cum laude y donde formó parte de Phi Alpha Theta. Luego estudió Derecho en la Universidad de Puerto Rico, donde obtuvo su juris doctor, magna cum laude, fue editora de la Revista Jurídica y fue reconocida por su desempeño académico y servicio comunitario. También obtuvo una maestría en Derecho en la Universidad de Columbia y tiene estudios de posgrado en Historia de la Universidad de Puerto Rico, y cursos de Historia y Literatura de la Universidad de Florencia en Italia.  La Jueza Presidenta Oronoz Rodríguez comenzó su carrera profesional en el Tribunal Supremo de Puerto Rico, como Oficial Jurídico del entonces Juez Presidente del Tribunal Supremo Federico Hernández Denton.

## Experiencia profesional
Tras ser oficial jurídico en el Tribunal Supremo de Puerto Rico de 2002 a 2004 y cursar estudios de LL.M. en Columbia Law, se desempeñó como Sub-Procuradora General y Procuradora General Interina en el Departamento de Justicia del Estado Libre Asociado de Puerto Rico de 2005 a 2008. Luego trabajó en la práctica privada, particularmente en las áreas de derecho civil y comercial, laboral, contratos y derecho constitucional, litigando tanto en las cortes estatales como federales de 2009 a 2013.  De 2013 a 2014, se desempeñó como la principal asesora legal del Municipio de San Juan, Puerto Rico, como directora de la Oficina de Asuntos Legales de la Capital.

## Tribunal Supremo

### Jueza Asociada
El 4 de junio de 2014, el gobernador Alejandro García Padilla nominó a Oronoz Rodríguez al cargo de Jueza Asociada del Tribunal Supremo de Puerto Rico, luego de la nominación de la Juez Asociada Liana Fiol Matta como Presidenta del Tribunal Supremo. Fue confirmada por el Senado el 23 de junio de 2014. Finalmente fue juramentada el 15 de julio de 2014.

### Jueza Presidenta
La Hon. Maite D. Oronoz Rodríguez juramentó como Jueza Presidenta del Tribunal Supremo de Puerto Rico el 22 de febrero de 2016. Como Jueza Presidenta, preside la Comisión Asesora de Acceso a la Justicia, del Comité de Igualdad y Género, la Academia Judicial Puertorriqueña, Junta Examinadora de Aspirantes al Ejercicio de la Abogacía y del Consejo Asesor de Jueces Administradores. Su gestión como Jueza Presidenta se ha centrado en los pilares de Acceso a la Justicia —que incluye la incorporación de la Tecnología y la Educación—, la Eficiencia Adjudicativa y Administrativa, la Rendición de Cuentas, la Transparencia y la Independencia Judicial. Recientemente publicó el Plan Estratégico del Poder Judicial de Puerto Rico 2020-2025 Mapa hacia una Justicia de Vanguardia que incluye metas y estrategias que se agrupan bajo estos ejes.
Durante los cinco años que ha ejercido como Jueza Presidenta ha modernizado el sistema judicial de Puerto Rico al implementar iniciativas tecnológicas como la presentación electrónica de todos los casos civiles a nivel de instancia. Logrando así la implementación de la notificación y presentación electrónica en las 13 Regiones Judiciales del Tribunal de Primera Instancia, la notificación electrónica de las determinaciones judiciales del Tribunal de Primera Instancia, Tribunal de Apelaciones y el Tribunal Supremo, así como la expansión del uso del sistema de videoconferencia para la atención de los casos civiles y criminales en todo Puerto Rico, entre otros proyectos.
También ha enfocado sus esfuerzos en atender la equidad de género y la erradicación de la violencia de género a través de la expansión de las salas especializadas e iniciativas educativas, entre otras. En esa dirección, publicó el Mapa de Género y Equidad del Poder Judicial de Puerto Rico y anunció la celebración del Congreso Judicial Justicia con Perspectiva de Género: De la Teoría a la Práctica. En el 2020 presentó la ponencia “Igualdad de Género y el Estado de Derecho” en la Vigesimosexta Conferencia Anual William J. Brennan Jr. sobre los tribunales estatales y la justicia social. En julio de 2021, en reconocimiento a su gestión a favor de la equidad de género, fue una de ocho juristas que recibió de manos de S.M. el Rey Felipe VI de España la Medalla de Honor Ruth Bader Ginsburg que otorgó la World Jurist Association y la World Law Foundation. Además, es comisionada de Comisión Permanente de Género y Acceso a la Justicia de la Cumbre Judicial Iberoamericana desde el 2018.
Igualmente, fue miembro de la Junta de Directores del Conference of Chief Justices 2021 a 2022. En el 2018 recibió el premio IMPACTO otorgado anualmente por la Latino Law Students Association de la Facultad de Derecho de la Universidad de Maryland. El National Center for State Courts reconoció su liderazgo tras el paso de los huracanes Irma y María al concederle el 2018 Distinguished Service Award. 
En el 2021, se convirtió en la primera mujer en presidir la Junta Constitucional de Revisión de Distritos Electorales Senatoriales y Representativos. En el 2022, asumió la Presidencia Pro Tempore del Consejo Judicial Centroamericano y del Caribe.

## Vida personal
La Jueza Presidenta Oronoz está casada con la Jueza de Tribunal de Apelaciones de Puerto Rico Gina R. Méndez Miró. En el 2018 se convirtieron en madres del gemelos, un niño y una niña. La Jueza Presidenta se convirtió en ese momento en la primera Jueza Presidenta en dar a luz mientras ostenta el cargo.